# Tramsgänget
Tramsgänget är en svensk humorgrupp från Kungsbacka som bildades 2002 av Jonatan Blom Ramel, Martin Bertilsson och Markus Grimberg.  De har skapat sketcher, revyer, teaterföreställningar, filmer, tv- och radioprogram. De har även släppt flera låtar. Bland de mest välkända låtarna hittar man "Dunkadunkalåt", som skapades som en parodi på sommarplågor.

## Biografi
Tramsgänget uppstod i en källare i Hammerö i Kungsbacka 2002 efter att ha spelat in en sketchfilm som fick namnet "Trams". Filmen blev första delen av en trilogi och 2006 kom deras första teaterföreställning Efter Plugget.
2009 blev Tramsgänget svenska mästare i revy då de kammade hem pris för Bästa sketch, Bästa radiomässiga nummer samt ELIS-priset under Revy SM.
28 februari 2011 hade TV-programmet Nu blåser vi Sverige premiär på TV6 där Tramsgänget var programledare tillsammans med Denise Bernhardt. 
Efter att inte ha stått på scen tillsammans sedan 2014 gjorde gänget comeback för en utomhusshow den 18 juni 2022 i hemmastaden Kungsbacka och firade att det var 20 år sedan humorgruppen startade.

## Produktioner
- 2002 "Trams" Sketchfilm
- 2003 "Trams 2 - Ännu mera Trams" Sketchfilm
- 2004 "Radio bacon" Radioprogram
- 2005 "Trams 3 - Slumpens brinnande begär" Sketchfilm
- 2006 "Rödluvan och dvärgen" Teaterföreställning
- 2006/2007 "Efter Plugget" Teaterföreställning
- 2007/2008 "TRAMS Live" Teaterföreställning
- 2008 "Dunkadunkalåt" Singel
- 2008 "TRAMS Light" Revyföreställning
- 2008 "Martins Fredagsmys" Webserie
- 2009 "The Klinkerz" Teaterföreställning
- 2009 "Fredagen den 13:e" Teaterföreställning
- 2009 "Hej tomten!" Singel
- 2010 "Sommardröm" Singel
- 2010 "Mördarmaskin" Singel
- 2011 "Nu blåser vi Sverige" TV-program på TV6
- 2011 "Tramsgängets Fredagsmys" Webserie
- 2012 "Punchline" Sketch-serie på SVT Play
- 2012 "ALL IN" Jubileumsföreställning
- 2013 "Komiker vi minns - Tramsgänget" Radioserie i P3